# Jerzy Hawryluk
Jerzy Hawryluk (ukr. Ю́рій Гаврилю́к, ur. 2 września 1964 w Bielsku Podlaskim) – ukraiński poeta, historyk i publicysta, działacz ukraińskiej mniejszości narodowej w Polsce, redaktor naczelny ukraińskiego pisma Podlasia „Nad Buhom i Narwoju”, członek Narodowego Związku Pisarzy Ukrainy (od 2002 r.) oraz Związku Ukraińców Podlasia.

## Życiorys
Absolwent II Liceum Ogólnokształcącego w Bielsku Podlaskim (egzamin maturalny w 1983 roku). To samo liceum rok później ukończyła również jego żona, poetka Eugenia Żabińska. Już podczas nauki w szkole średniej zaczął pisać wiersze w ojczystej gwarze, później w ukraińskim języku literackim. Swoje debiutanckie notatki „korespondenta”, zdjęcia oraz krótkie opowiadania zamieszczał w białoruskiej Niwie, a następnie w Naszym Słowie, pozostając od lat 80. propagatorem rozwijającego się na Podlasiu ruchu ukraińskiego. W 1990 roku ukończył studia historyczne na Uniwersytecie Jagiellońskim. Założyciel ukraińskiego wydawnictwa „Dumka” (1983). Redaktor i wydawca czasopisma „Osnowy” (1987–1989) oraz innych publikacji nieperiodycznych. Współzałożyciel wydawanego w języku polskim biuletynu „Krąg” (1989–1990). W latach 1991–1993 pracował w Centrum Ukraińskiej Nauki i Kultury w Krakowie. W latach 1993–1996 sprawował funkcję sekretarza Zarządu Głównego Związku Ukraińców Podlasia. Zasiada w składzie redakcji czasopisma „Nad Buhom i Narwoju” już od momentu jego powstania w 1991 roku. W latach 1993–1996 sekretarz redakcji faktycznie odpowiedzialny za redagowanie pisma, od 2001 roku pełni w nim funkcję redaktora naczelnego. W latach 1993–1998 oraz 2000–2001 był dyrektorem podlaskiego wydawnictwa „Osnowy”. Od 1990 roku jego artykuły ukazywały się w takich periodykach ukraińskich, jak: „Pamjatky Ukrainy, „Krajeznawstwo”, „Borysten”, magazynie literackim „Kyjiwśka Ruś”, „Kurjer Krywbasu”, tygodnikach „Dzerkało Tyżnia”, „Ukrainśkyj tyżdeń”, gazetach „Deń”, „Lwiwśka hazeta”, „Subotnia poszta” i in.
23 listopada 2002 roku w Książnicy Podlaskiej w Białymstoku odbyły się obchody dwudziestolecia pracy twórczej Jerzego Hawryluka.

## Twórczość

### Poezja
Autor tomików poezji W nepromynajuczomu pochodi (W nieprzemijającym pochodzie, 1986), Neherbowiji geneałohiji (Nieherbowe genealogie, 1988), Hołosy z Pidlaszsza (Głosy z Podlasia, 1999), literacko-publicystycznego wydania Nechaj żywe Pudlasze. Z pereżytoho i peredumanoho (Niech żyje Podlasie. Z przeżytego i przemyślanego, 2001), tomu utworów wybranych W pawutinni żyttia (W pajęczynie życia, 2004).
W poezji Hawryluka widoczny jest głęboki związek z jego ziemią ojczystą – Podlasiem. Podmiot liryczny utożsamia się całkowicie z przedmiotem wiersza, jakim jest ojczysta ziemia. Dla J. Hawryluka poezja jest sposobem na zwrócenie się ku przeszłości oraz przodkom. Wczesne utwory poeta tworzył w ukraińskiej gwarze używanej przez mieszkańców jego małej ojczyzny. Podmiot liryczny ukazuje się w nich czytelnikowi jako jednostka wręcz żyjąca Podlasiem (***Żyw koliś ja w ruodnuj chati, ***Mowo nasza, ***Rozsypajsia jak pisok, ***Tut zemla je nasza ruodna, ***Ruodna nasza zemla, ***Otczyzna to szyrokie more, ***De ż liubow podi’ełaś nasza, ***Bez Otczyzny ja poet). Ojczysta gwara stała się dla poety kluczem do szerszej kultury narodowej, a jednocześnie dzięki narzędziu, jakim pozostawała gwara, sam podmiot liryczny ukazywał się narodowej kulturze jako jej część składowa. Ziemia ojczysta stanowi dla podmiotu lirycznego potężne źródło natchnienia (***Pysaty poemu). Jedną z charakterystycznych cech twórczości Jerzego Hawryluka jest również liryzm. Autor opiewał wiele odcieni namiętnej miłości, która stanowiła potężną siłę, zdolną wpłynąć na twórczą energię i życie człowieka (***Popływy misiacznoju tinniu, ***Moje serce, ***Kamjani stiny). Poezja Hawryluka wyrasta z ducha modernizmu (m.in. brak znaków punktuacyjnych) i cechuje się wyraźnym intelektualizmem. W toku lektury czytelnik styka się z rozmaitymi paradoksami, pytaniami czy tajemnicami życia (***Wsio fiłosofija, Spohad, ***Kołodec w li’esi).

### Prace naukowe
Autor szeregu prac badawczych dotyczących historii Podlasia oraz jego związków z Ukrainą, począwszy od czasów Rusi Kijowskiej: Propozyciji zapysu pidlaśkych dialektiw (Bielsk Podlaski, 1998), Istorija Pidlaszsza (Berestejśkoji zemli) u X-XIV stolittiach (Hajnówka, 1990), Z dziejów Cerkwi prawosławnej na Podlasiu w X-XVII wieku (Bielsk Podlaski, 1993), Chołmszczyna i Pidlaszszia: Istoryko-etnohraficzne doslidżennia (Kijów, 1997 – współautor), Kraje ruskie Bielsk, Mielnik, Drohiczyn. Rusini-Ukraińcy na Podlaszu – fakty i kontrowersje (Kraków, 1999; Bielsk Podlaski, 2001), Podlasze. Śladami ruskiej przeszłości (Bielsk Podlaski, 2000). Redaktor antologii Ruś podlaska. Podlasie w opisach romantyków (Bielsk Podlaski, 1995), śpiewników Zakoliadujmo wsi razom (Boćki, 1999), Kozak odjiżdżaje, diwczynońka płacze (Bielsk Podlaski, 2001).
Prace Jerzego Hawryluka zbierają najczęściej bardzo przychylne recenzje w ukraińskim środowisku naukowym. Roman Kyrcziw stwierdził, iż Podlasie ma dzisiaj w jego osobie nadzwyczaj pracowitego, dobrze przygotowanego i bardzo perspektywicznego badacza, zdolnego w należyty sposób przysłużyć się naukowemu opracowaniu wielu wątków i zagadnień, które do niedawna były zaniedbane bądź umyślnie zaciemnione. Recenzenci ze środowiska białoruskiego zarzucają natomiast Hawrylukowi, iż jego opracowania to w istocie ideologiczne teksty, mające utwierdzić czytelnika w przekonaniu, iż na Podlasiu nie ma Białorusinów, mimo iż taki typ autoidentyfikacji narodowościowej jest na tym terenie dużo bardziej powszechny, niż w przypadku autoidentyfikacji ukraińskiej. Sławomir Iwaniuk nazwał np. jego książkę Z dziejów Cerkwi prawosławnej na Podlasiu w X-XVII wieku „manipulacją służącą uwiarygodnieniu przyjętej z góry tezy o ukraińskości historycznych, a także współczesnych prawosławnych mieszkańców Podlasia”.
W pracach historycznych Jurij Hawryluk popularyzował dzieje Podlasia, widziane poprzez źródła archiwalne, badanie archeologiczne, przekazy kultury materialnej oraz duchowość Cerkwi prawosławnej. Szczególnie interesowała Hawryluka „ruska” przeszłość magnackiego rodu Sapiehów, założycieli Kodnia i Bociek oraz historia ziemi brzeskiej, w skład której wchodziły tereny nad Bugiem i Narwią. Swoje badania nad historią Podlasia (jako małej ojczyzny) konsultował z historykami Akademii Nauk we Lwowie (prof. Jarosław Isajewycz) oraz ze środowiskiem Uniwersytetu im. Iwana Franki (prof. Roman Kyrcziw), a także ukrainistami – prof. Włodzimierzem Mokrym (Uniwersytet Jagielloński) i prof. Michałem Łesiowem (UMCS w Lublinie).
Teren tak zwanego Północnego Podlasia uważa on za ukraińskie terytorium etniczne. W granicach Polski odnotowuje nawet 100 tysięcy „Ukraińców-Podlaszuków”, zamieszkujących tereny między rzekami Bug i Narew i posługujących się do dzisiaj archaiczną ukraińską gwarą. Z owej liczby jedynie 1400 osób zadeklarowało ukraińską narodowość w czasie Narodowego Spisu Powszechnego w 2002 roku. Stało się tak według niego z powodu całego kompleksu przyczyn o charakterze politycznym, socjalno-psychologicznym, jak i historycznym. Początki ukraińskiego osadnictwa na opisywanym terenie wiąże z napływem ludności z Wołynia, które zajść miało już w drugiej połowie I tysiąclecia n.e. Ukraińskie terytorium etniczne, któremu poświęcone jest kierowane przez Hawryluka pismo „Nad Buhom i Narwoju”, obejmować ma, w całości lub części, następujące gminy województwa podlaskiego: Zabłudów, Narew, Bielsk Podlaski, Czyże, Hajnówka, Wyszki, Brańsk, Boćki, Orla, Dubicze Cerkiewne, Grodzisk, Dziadkowice, Milejczyce, Kleszczele, Czeremcha, Drohiczyn, Siemiatycze, Nurzec-Stacja i Mielnik. Znikome poczucie ukraińskiej świadomości narodowej na tych terenach tłumaczone jest w pracach J. Hawryluka oddaleniem ich od ukraińskich ośrodków kulturalnych i oświatowych wraz z wynikającym z tego brakiem świadomej inteligencji ukraińskiej oraz administracyjnym uznaniem tutejszej ludności za Białorusinów, które zapoczątkowała władza radziecka w latach 1939–1941, gdy Północne Podlasie włączono w skład Białoruskiej SRR. Popieranie ruchu białoruskiego kosztem Ukraińców miało być według Hawryluka kontynuowane przez władze PRL (organizujące tu naukę języka białoruskiego w szkołach, a jednocześnie czyniące przeszkody próbom rozwijania ukraińskiej działalności kulturalnej) i wspomagane działalnością kół Białoruskiego Towarzystwa Społeczno-Kulturalnego.

### Fotografia
Od czasów szkolnych zajmuje się fotografią. Wystawy jego prac odbywały się w 2008 roku w Galerii Wasylia Pyłypiuka we Lwowie oraz w 2009 roku w Toronto (w Galerii Kanadyjsko-Ukraińskiej Fundacji Artystycznej – KUMF) i Zielonej Górze. W 2011 roku we lwowskim Muzeum Historii Religii zorganizowana została wystawa fotograficzna „Duchowe krajobrazy Podlasia, Chełmszczyzny, Łemkowszczyzny i Nadsania”. Na wystawie zaprezentowano 75 fotografii przedstawiających cerkwie, dzwonnice, krzyże przydrożne, cmentarze.

## Poglądy
Poglądy literackie Jurija Hawryluka sformułowały się na początku lat 80. i wyrażały również jego odniesienia do patriotyzmu jako świadomego wyboru. W debiutanckim wierszu (***Mowo nasza) poeta utożsamiał się z ziemią rodzinną, a poprzez formę gwarową utworu nawiązywał do tradycji umiłowania na Podlasiu języka, religii i kultury. Szerzej wypowiedział się na temat swoich związków z Podlasiem w tomiku Neherbowyji heneałohiji (1988), które Bohdan Bojczuk określił jako wyrażenie pamięci i przeszłości emocjami duszy i serca. Natomiast poglądy Jurija Hawryluka o historii i kulturze Podlasia widoczne są w jego późniejszych publikacjach. W roczniku drugiego obiegu „Nasz hołos” (1983–1988) poeta wyraził głębokie zamiłowanie do przeszłości. W niniejszym roczniku zawarł również swoje credo literackie mówiące, że element świadomościowy nie jest dany raz na zawsze, ale że trzeba go pielęgnować i rozwijać. Wówczas w latach 80. ten pogląd reprezentowali inni autorzy rocznika Iwan Ihnatiuk, Iwan Kiryziuk, Sofija Saczko, Iwan Chwaszczewski oraz Jewhenija Żabińska.

## Nagrody
W 2007 roku był w gronie laureatów kijowskiej Nagrody imienia Dmytra Nytczenki, wręczanej za osiągnięcia w popularyzacji ukraińskiego słowa drukowanego.
W 2009 r. odznaczony został przez Prezydenta Ukrainy orderem „Za zasłuhy” III stopnia.

## Życie osobiste
Żonaty z Eugenią Żabińską, ukraińską poetką z Podlasia. Troje dzieci – dwóch synów i córka.

### Proza i poezja
- W nepromynajuczomu pochodi, 1986.
- Neherbowiji heneałohiji, 1988.
- Hołosy z Pidlaszszia, 1999.
- Nechaj żywe Pudlasze!: Z pereżytoho i peredumanoho, Bielsk 2001. – 138 s. ISBN 83-914297-3-3.
- W pawutinni żyttia, Bielsk Podlaski, 2004. – 208 s. ISBN 83-904738-8-7.

### Śpiewniki
- Zakoliadujmo wsi razom, Boćki, 1999.
- Kozak odjiżdżaje, diwczynońka płacze, Jerzy Hawryluk (oprac.), Vasil’ Lopata (il.), Oksana Leontìïvna Lisenko (ilustr.), Bielsk Podlaski: Osnowy, 2001, ISBN 83-914297-2-5, OCLC 168902405. Brak numerów stron w książce

### Prace naukowe
- Z dziejów cerkwi prawosławnej na Podlasiu w X-XVII wieku, Bielsk Podlaski: Zarząd Główny Związku Ukraińców Podlasia, 1993. – 224 s.
- Ruś Podlaska. Podlasie w opisach romantyków, Bielsk Podlaski: Zarząd Główny Związku Ukraińców Podlasia, 1995, – 148 s. ISBN 83-904738-4-4.
- Kraje ruskie: Bielsk, Mielnik, Drohiczyn. Rusini-Ukraińcy na Podlasiu – fakty i kontrowersje, Kraków: Fundacja Świętego Włodzimierza Chrzciciela Rusi Kijowskiej, 1999. – 240 s. ISBN 83-914297-1-7.
- Podlasze. Śladami ruskiej przeszłości, Bielsk Podlaski, 2000. – 271 s. ISBN 83-914297-0-9.
- Chto my je?. Jaka jest nasza mowa i historia?, Bielsk Podlaski, 2005. – 32 s.
- De cerkwy stojat’ i mowa łunaje. Eskizy z ukrajinśko-polśkoho sumiżża, Lwiw, 2012. – 215 s.